# Leonard Williams (Politiker)
Sir Arthur Leonard „Len“ Williams GCMG (* 22. Januar 1904 in Birkenhead, Merseyside, England; † 27. Dezember 1972 in Port Louis, Mauritius) war ein britischer Politiker der Labour Party sowie Generalgouverneur von Mauritius.

## Leben
Len Williams wurde nach dem Ende seiner Schulausbildung 1918 Eisenbahner in seiner Geburtsstadt und engagierte sich dort bereits kurz darauf in der Gewerkschaft. Bereits 1920 bis 1921 übernahm er seine ersten Funktionen in der Eisenbahngewerkschaft in Liverpool sowie im Norden von Wales. Im Anschluss war er zwischen 1921 und 1923 mit Unterstützung der Gewerkschaft Absolvent des Worker’s College in London, das auch andere spätere führende Politiker der Labour Party wie Aneurin Bevan, James Griffiths und Morgan Phillips besucht hatten. Anschließend war er für kurze Zeit wieder Mitarbeiter von British Railways, wurde er aber bereits Mitglied im Kreisvorstand der Eisenbahnergewerkschaft für Birkenhead.
1924 wurde er selbst Dozent am Worker’s College in Liverpool, ehe er 1926 hauptamtlicher Funktionär im Nationvorstand der Worker’s Colleges wurde. Daneben engagierte er sich über zehn Jahre in Organisation und Leitung von Erwachsenen- und Weiterbildungsstätten in Merseyside, im Norden Lancashires sowie in Bristol.
Des Weiteren engagierte er sich in der Labour Party und gehörte 1961 als langjähriger National Agent der Labour Party neben George Brown und Ray Gunter einem Unterausschuss des Organisationskomitees der Labour Party an, der sich mit parteilichen Disziplinarmaßnahmen befasste. 1962 wurde Williams als Nachfolger von Morgan Phillips Generalsekretär der Labour Party und bekleidete dieses Amt sechs Jahre lang bis zu seiner Ablösung durch Harry Nicholas.
Im Anschluss wurde er am 3. September 1968 Nachfolger von John Shaw Rennie als Generalgouverneur von Mauritius und übte dieses Amt bis zu seinem Tod am 27. Dezember 1972 aus. Nachfolger wurde daraufhin Raman Osman.